# Francisco da Cunha Bueno
Francisco da Cunha Bueno, barão de Itaqueri e barão de Cunha Bueno, depois de barão; visconde de Cunha Bueno (São Paulo, 28 de dezembro de 1829 — São Paulo, 28 de abril de 1903) foi um fazendeiro e político brasileiro.
Descendente matrilinear de Amador Bueno, foi fazendeiro de café em Rio Claro (Itaqueri da Serra) atual Itirapina e São Carlos, onde morou e hospedou o Imperador D. Pedro II, e líder político, tendo sido vereador em Rio Claro de 1873 a 1876.
Filho de Francisco Mariano da Cunha Bueno e Joaquina Angélica de Barros, casou com Eudóxia Henriqueta Nogueira Teixeira de Oliveira, que foi envenenada por uma escrava, casando depois com Teresa de Aguirre. Era irmão da baronesa de Tietê, tio do senador Rodrigo Augusto da Silva, tio e sogro do senador Alfredo Ellis.
Logo após ter ficado viúvo de Dona Eudóxia, comprou a sesmaria do Quilombo, tendo construído a maior fazenda da América do Sul, que chegou a produzir mais de dois milhões de arrobas de café. Em homenagem à santa protetora de sua primeira esposa, deu o nome à propriedade de Fazenda Santa Eudóxia, que com o tempo passou a chamar-se Santa Eudóxia do Quilombo, e atualmente chama-se Santa Eudóxia, atual distrito de São Carlos.
Foi agraciado em 7 de maio de 1887 com o título de Barão de Itaqueri, depois modificado, em 6 de junho de 1887, para Barão de Cunha Bueno, e depois elevado a Visconde de Cunha Bueno, em 2 de janeiro de 1889.